# Edmir Bilali
Edmir Bilali (* 29. August 1970) ist ein ehemaliger albanischer Fußballspieler.

## Karriere
Bilali begann seine Karriere 1991 beim albanischen Verein KS Vllaznia Shkodra. In der Saison 1991/92 wurde er mit 20 Toren Torschützenkönig und albanischer Fußballmeister der Kategoria e Parë. 1993 wechselte Bilali zum Freiburger FC in die deutsche Oberliga Baden-Württemberg. In der Saison 1993/94 absolvierte er 31 Spiele und erzielte dabei zwei Tore. Später spielte er für den FC Steinen-Höllstein und von 1998 bis 2010 für den FC Emmendingen.